# A Bola (periódico portugués)
A Bola (español: La Bola) es un diario deportivo portugués, con sede principal en Lisboa. Fue fundado en 1945 por Cândido de Oliveira, Ribeiro dos Reis y Vicente de Melo, publicándose entonces dos veces a la semana. Se convirtió en diario en 1995.
A pesar de su subtítulo, "El periódico de todos los deportes", el 90% de su contenido se trata de fútbol. Por lo general, su línea editorial es considerada partidaria del Benfica, aunque algunos de sus columnistas son partidarios de otros clubes. Así el ex primer ministro portugués, Pedro Santana Lopes, un hincha del Sporting Clube de Portugal, y el columnista Miguel Sousa Tavares, del Fútbol Club Oporto, escriben en él. Desde la temporada 1952-53, entrega la Bola de Prata:
- Bola de Prata: Máximo goleador de fútbol de la liga portuguesa.
- Bola de Prata: Máximo goleador de fútbol de nacionalidad portuguesa juegue donde juegue.
- Bola de Prata: Máxima goleadora femenina de fútbol de la liga portuguesa.
- Bola de Prata: Máxima goleadora femenina de fútbol de nacionalidad portuguesa juegue donde juegue.

Es el periódico más popular entre los emigrantes portugueses en el extranjero y muy leído en las excolonias portuguesas en África. Desde el 2006, también es impreso en Newark, Nueva Jersey, una ciudad estadounidense con una gran población portuguesa.
El periódico se publica y distribuye en las principales ciudades de Portugal, Brasil, Angola, Mozambique, Guinea-Bissau, Cabo Verde, Santo Tomé y Príncipe y Nueva Jersey. En cada país tiene un cuadernillo central dedicado al país correspondiente, siempre en portugués.

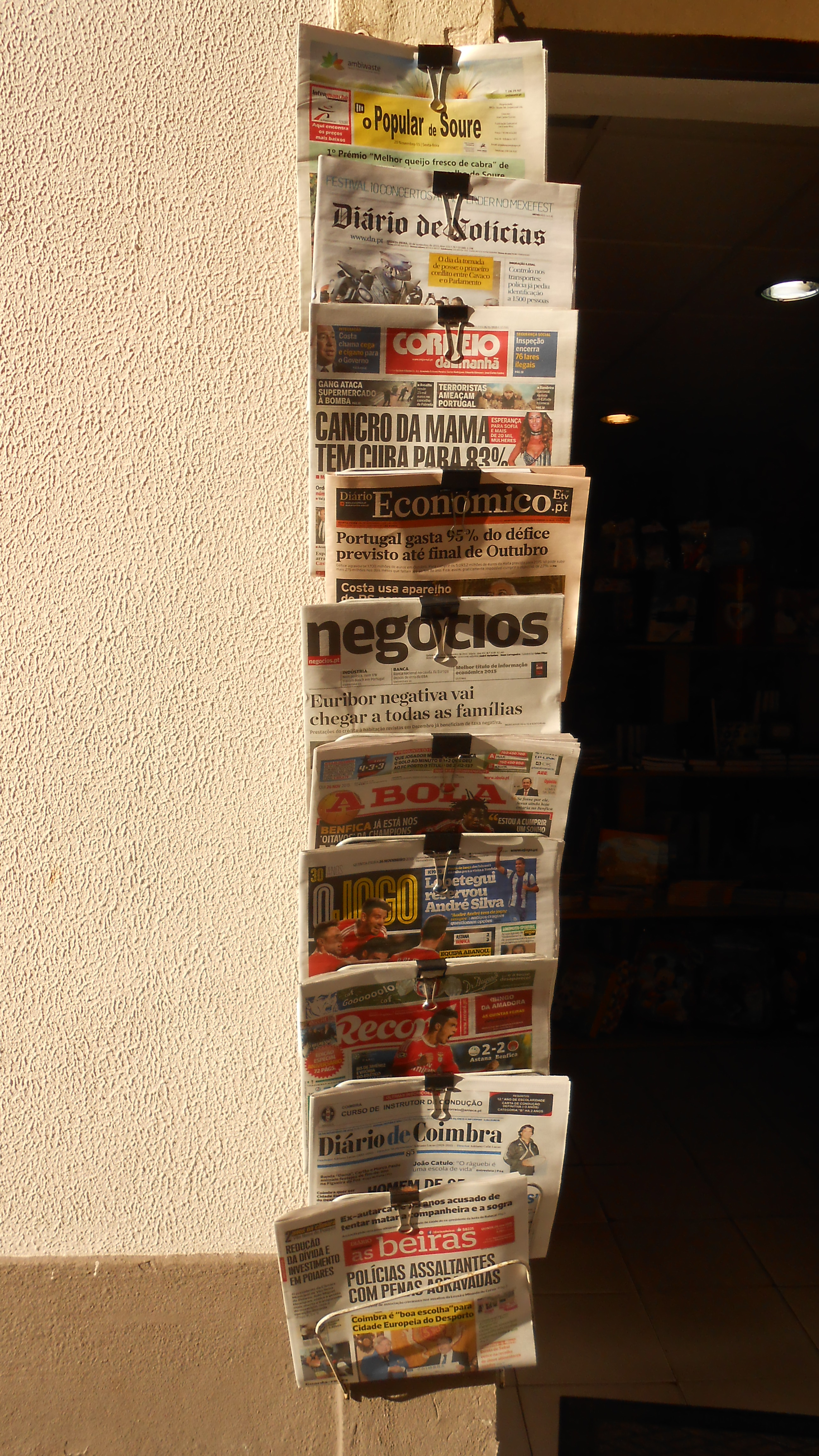
Quiosco de periódicos en la localidad portuguesa de Source, visto en noviembre de 2015.